# Chaetocnema opulenta
Chaetocnema opulenta är en skalbaggsart som beskrevs av Horn 1889. Chaetocnema opulenta ingår i släktet Chaetocnema och familjen bladbaggar. Inga underarter finns listade i Catalogue of Life.